# Arquitectura barroca en Portugal

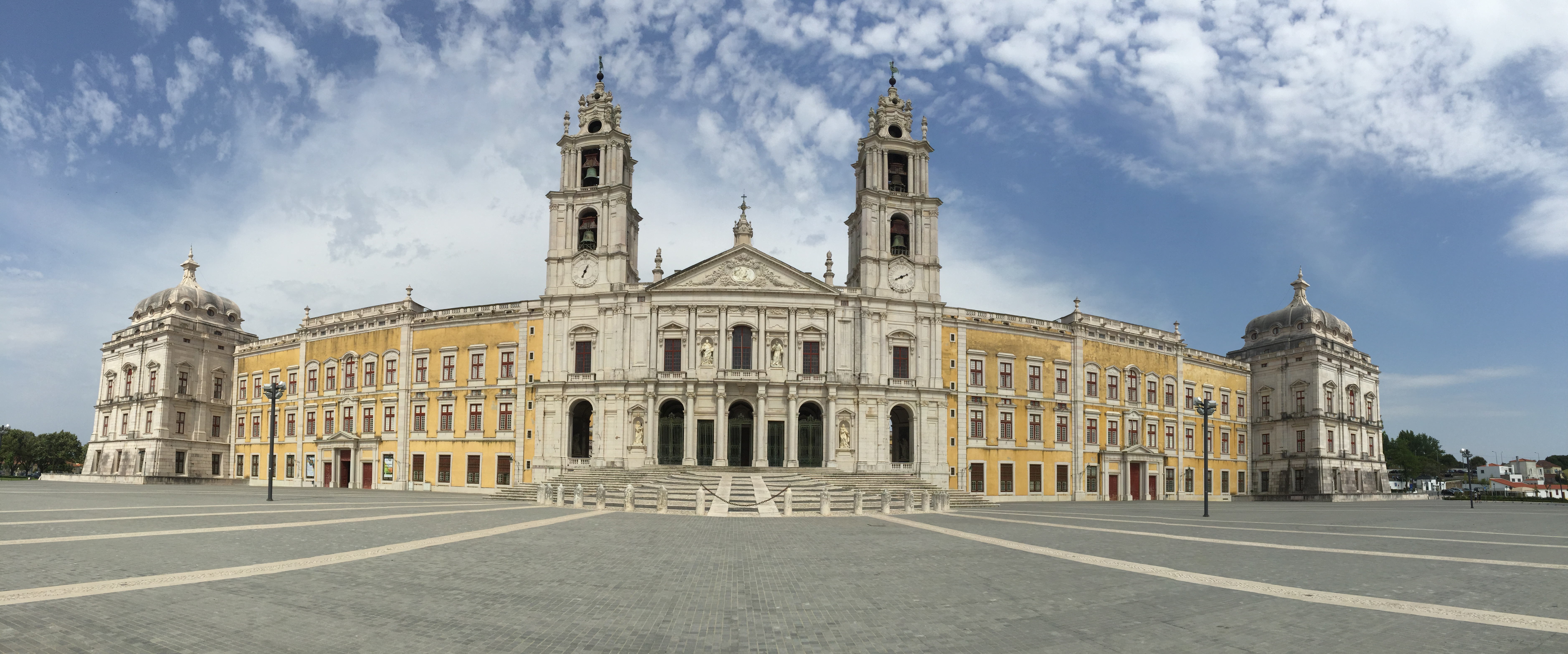
Palacio Nacional de Mafra, vista panorámica.

La arquitectura barroca en Portugal se desarrolló durante unos dos siglos, desde finales del siglo XVII hasta el siglo XVIII. En los reinados de Juan V y José I aumentaron las importaciones de oro y diamantes, en el periodo llamado Absolutismo Real o Monarquía absoluta, lo que permitió el florecimiento de este estilo arquitectónico portugués.

## Arquitectura barroca
La arquitectura barroca en Portugal surgió en un periodo diferente al del resto de Europa y estuvo influida por factores políticos, artísticos y económicos.  Comienza en un momento complicado, con el esfuerzo financiero del reino canalizado hacia la Guerra de Restauración portuguesa tras 60 años de Unión Ibérica.
Otro factor clave es la existencia de la arquitectura jesuítica, también llamada "estilo llano" (Estilo Chão).

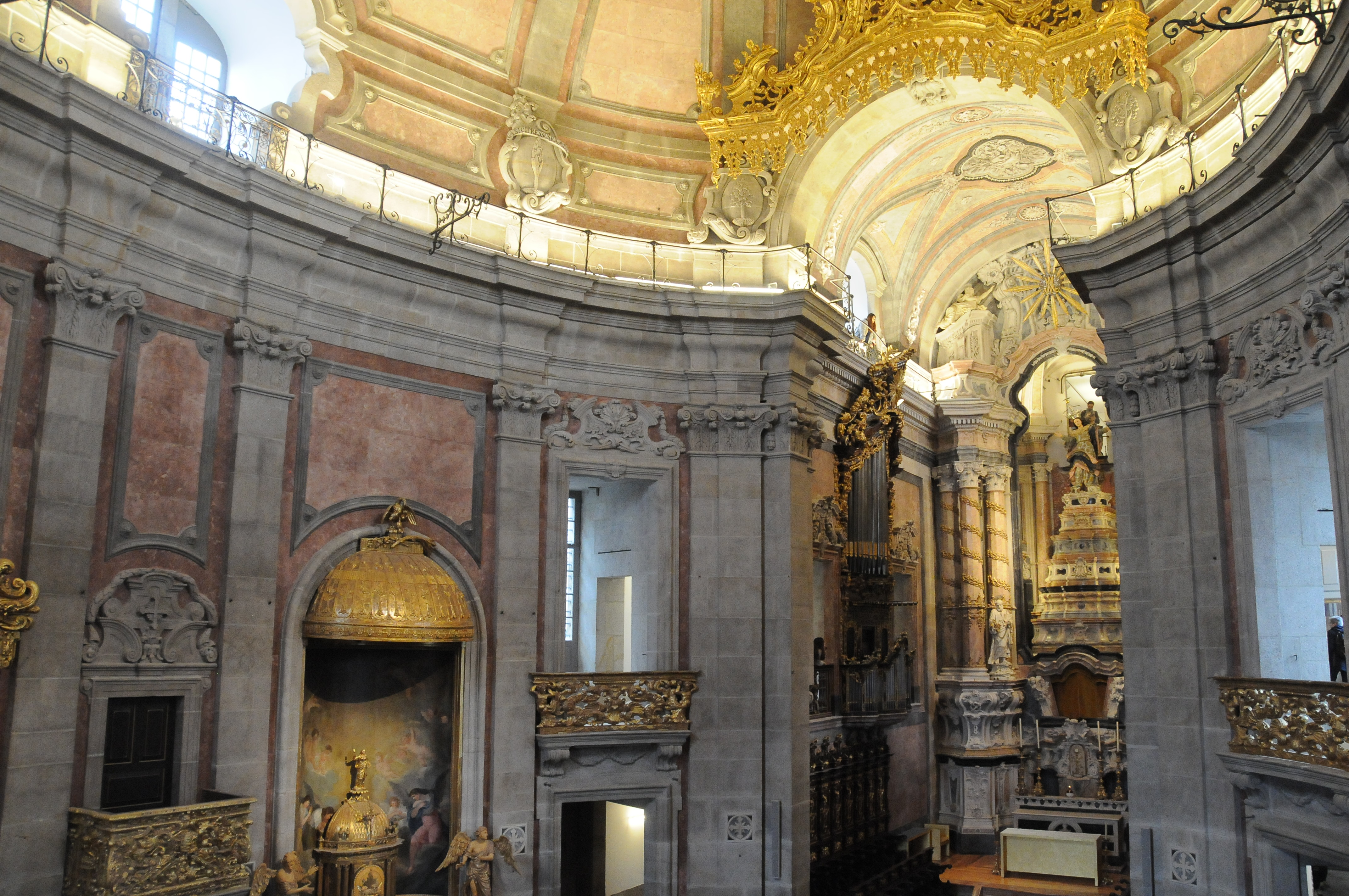
Interior de la Iglesia de los Clérigos, Oporto.

Se trata de basílicas de una sola sala, capilla principal profunda, capillas laterales (con pequeñas puertas de comunicación), sin decoración interior ni exterior, con un sencillo portal y ventanas. Es un edificio muy práctico que facilita su construcción y expansión por todo el imperio con pequeños ajustes, preparado para ser decorado posteriormente, cuando se disponga de recursos económicos. El primer barroco portugués posee numerosos ejemplos, ya que el "estilo llano"" era fácil de transformar, mediante la decoración (pintura, alicatado, etc.), convirtiendo los espacios vacíos en pomposos escenarios barrocos. Lo mismo puede aplicarse al exterior. Por lo tanto, es fácil adaptar el edificio al gusto de la época y del lugar.

## El barroco internacional

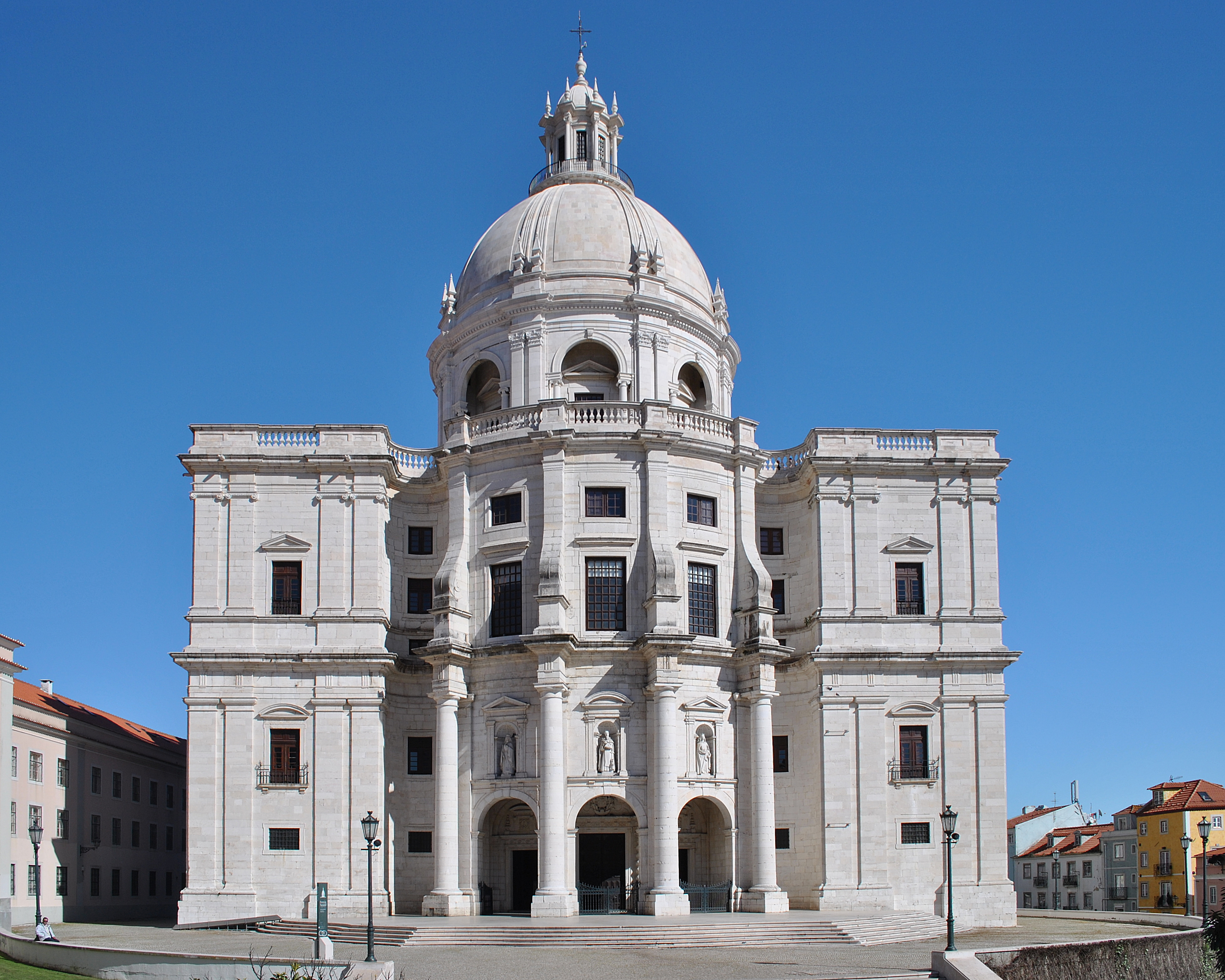
Iglesia de Santa Engracia en Lisboa.

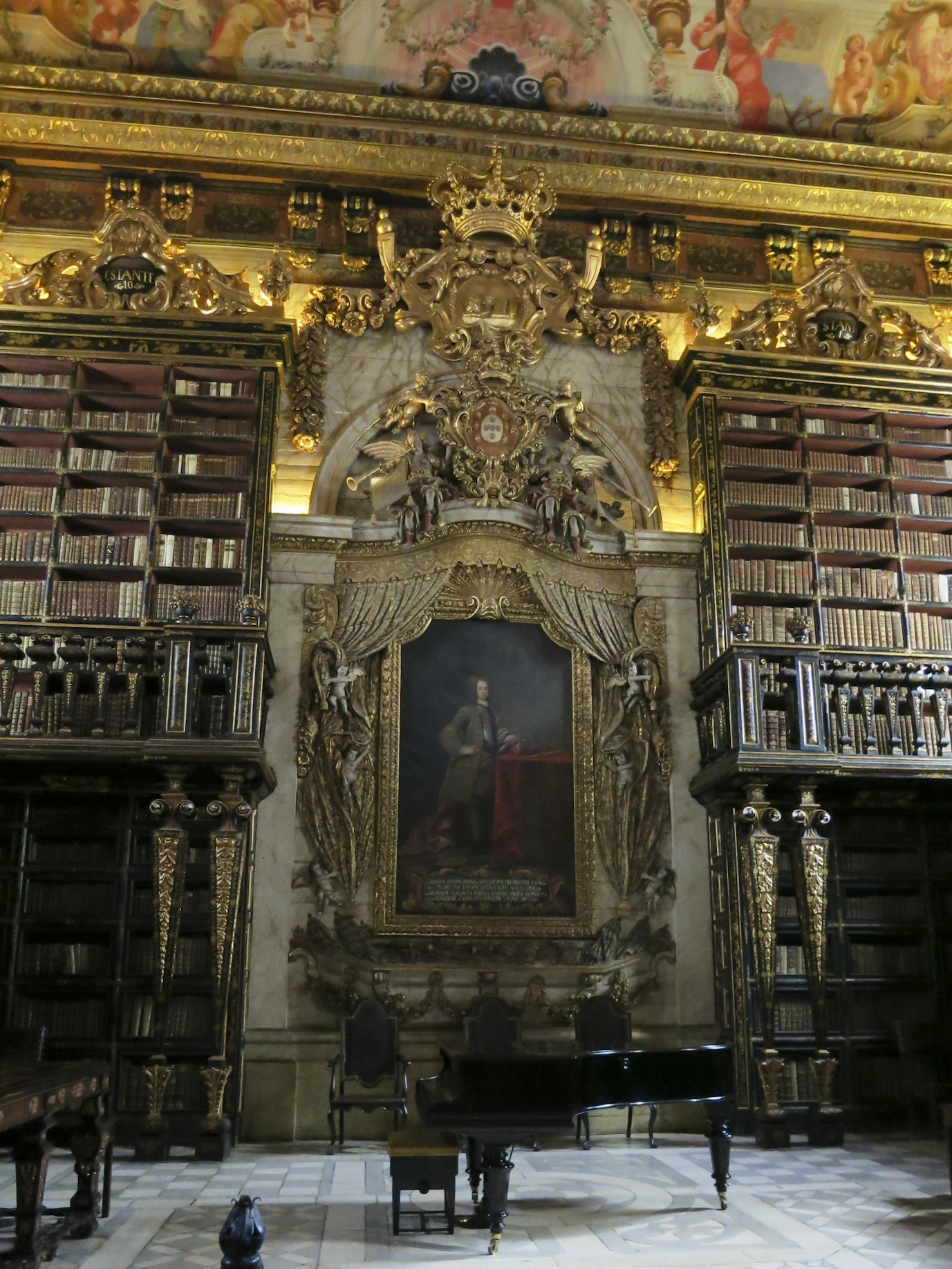
Talla de madera dorada “Talha Dourada”. Biblioteca Joanina 1717-1728, Universidad de Coimbra.

Tras el final de la guerra de la restauración de la independencia, y pasada la crisis de sucesión entre Afonso VI y Pedro II, Portugal estaba preparado para el barroco internacional. Comenzó poco a poco, cambiando el modelo manierista, intentando animar y modernizar los nuevos edificios, utilizando la planta centrada y alguna decoración, como en la Iglesia de Santa Engrácia de Lisboa, diseñada por João Nunes Tinoco y João Antunes.
Santa Engrácia está construida con curvas y formas geométricas y una planta centrada y está coronada por una gran cúpula (terminada sólo en el siglo XX), decorada con mármoles de colores e imponiéndose a la ciudad.
En el reinado de Juan V, el barroco vivió una época de esplendor y riqueza totalmente nueva en Portugal. A pesar de la destrucción causada por el terremoto de 1755, varios edificios han sobrevivido. El Palácio da Ribeira, la Capilla Real (ambos destruidos por el terremoto) y el Palacio Nacional de Mafra, son las principales obras del Rey. El Acueducto de las Águas Livres lleva agua a Lisboa cubriendo una distancia de 11,18 millas, destacando el tramo sobre el valle de Alcântara por la monumentalidad de sus imponentes arcos. Sin embargo, a lo largo y ancho del país, todavía son visibles las marcas de la pompa de la época en obras mayores o pequeñas.
La talla de madera dorada adquirió características nacionales por la importancia y riqueza de las decoraciones. La pintura, la escultura, las artes decorativas y el azulejería también experimentaron un gran desarrollo. Uno de los ejemplos más opulentos de tallado en madera dorada de este período es la Biblioteca Joanina, ( Biblioteca joánica, llamada así por el rey Juan V) construida en el antiguo edificio principal de la Universidad de Coimbra. Existen numerosas obras menos conocidas en todo el país, concretamente en Viseo, Santarén y Faro.

## Palacio de Mafra

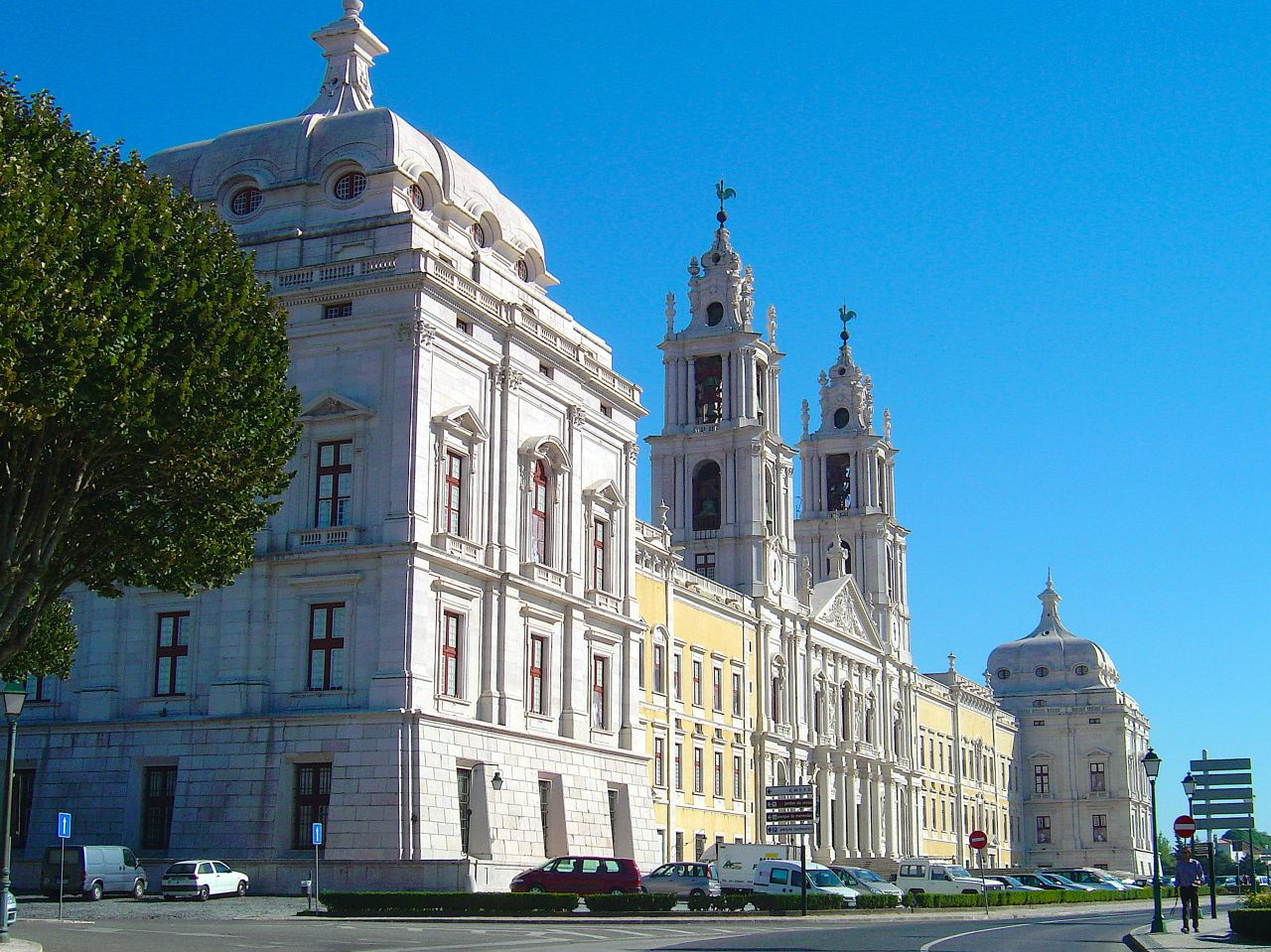
Palacio de Mafra, Mafra.

El Palacio de Mafra es el edificio barroco portugués más internacional y, siguiendo la moda de los monarcas europeos, refleja la arquitectura absolutista, como el Palacio de Versalles en Francia. Es un palacio real, una catedral y un monasterio, construido después de una promesa hecha por el rey relacionada con su sucesión. Diseñado por João Frederico Ludovice, arquitecto alemán establecido en Portugal, la obra comenzó en 1717 y finalizó en 1730. Se trata de un inmenso edificio con dos torreones en la fachada, a semejanza del torreón destruido del Palacio de Ribeira, con la basílica en el centro y dos campanarios presididos por una imponente cúpula. Detrás, aunque no se ve desde la calle, está el monasterio. El conjunto es visible desde el mar, funcionando como hito territorial, y utilizado como residencia de verano de la corte. El rey quería construir una iglesia aún más grande que el Vaticano, pero tras saber que se necesitaba más de un siglo, cambió de opinión. En todo el conjunto destacan también la biblioteca, los seis órganos de la basílica y los dos carillones.

## Norte de Portugal

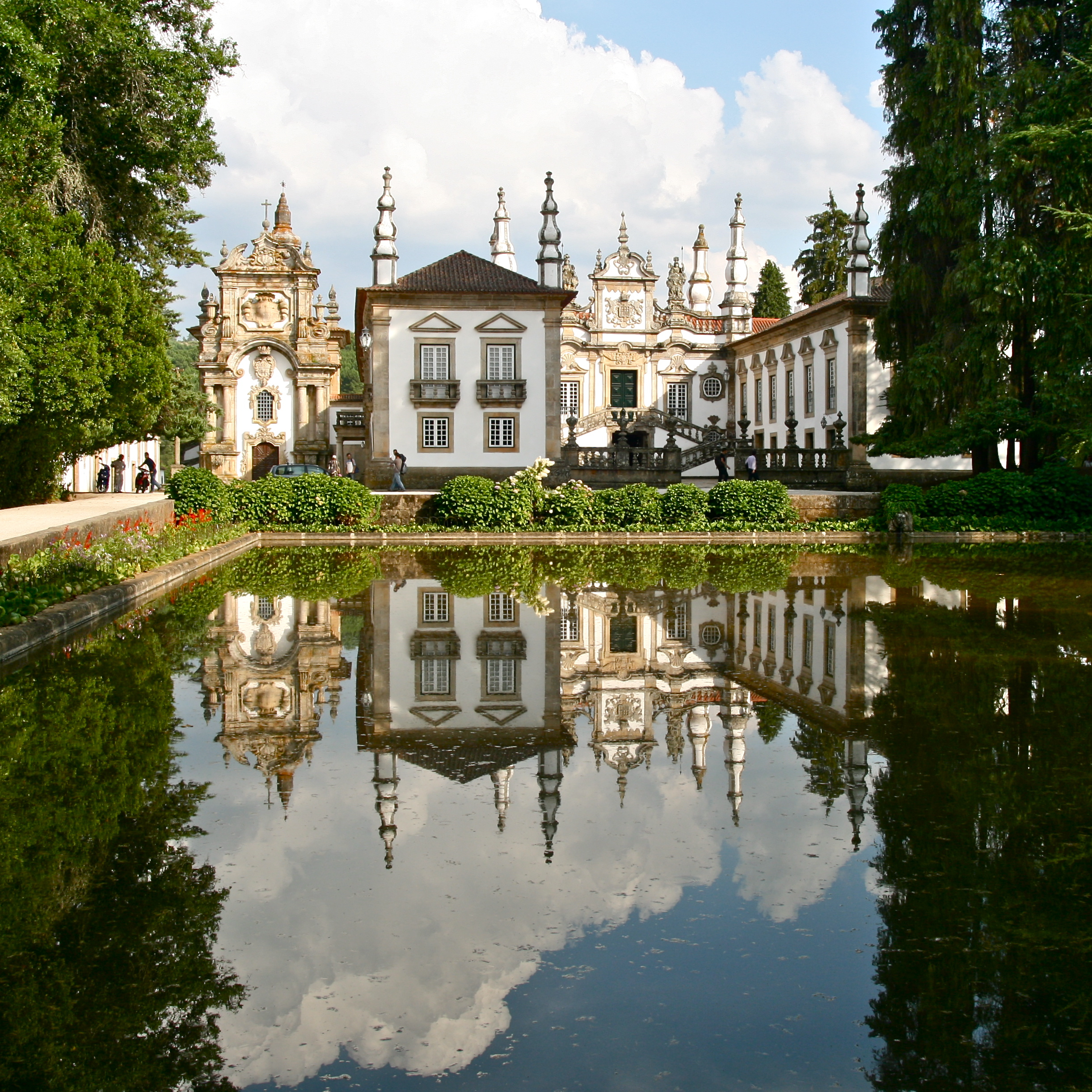
Palacio de Mateus, uno de los mejores ejemplos barrocos de Portugal.

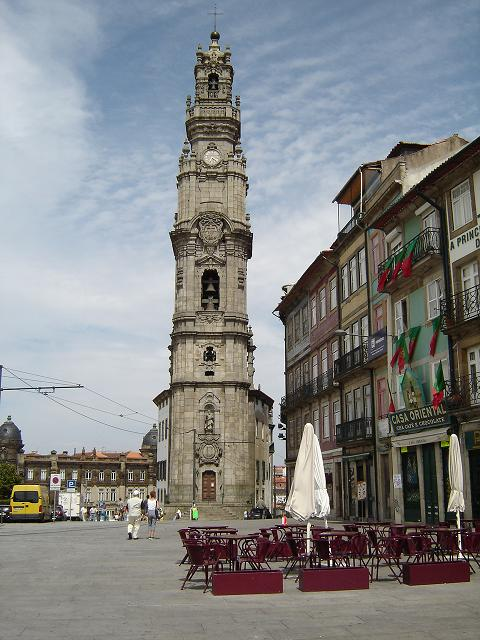
Torre de los Clérigos.

En el norte de Portugal hay numerosos edificios barrocos. Con más habitantes y mejores recursos económicos, el norte, especialmente las zonas de Oporto y Braga, fue testigo de una renovación arquitectónica, visible en la gran lista de iglesias, conventos y palacios construidos por la aristocracia.
La ciudad de Oporto (clasificada patrimonio de la humanidad por la UNESCO) es la ciudad del barroco en Portugal. Es la zona de trabajo de Nicolau Nasoni, arquitecto italiano afincado en Portugal, dibujando originales edificios con emplazamiento escenográfico como la iglesia y torre de Clérigos, la logia de la Catedral de Oporto, la iglesia de la Misericordia, el Palacio de São João Novo, el Palacio de Freixo, el Palacio Episcopal junto con muchos otros.